# Assassin's Creed: Odyssey (romanzo)
Assassin's Creed: Odyssey è un romanzo di Gordon Doherty. Il romanzo narra gli eventi dell'omonimo videogioco. La protagonista è Kassandra, uno dei due personaggi giocabili del videogioco (l'altro è Alexios).